# Corteo storico matildico

Rex rogat abbatem / Mathildim supplicat atque.
Miniatura del codice originale della Vita Mathildis di Donizone di Canossa (sec. XII). Biblioteca Vaticana, Roma. Cod. Vat. lat. 4922 (1115).

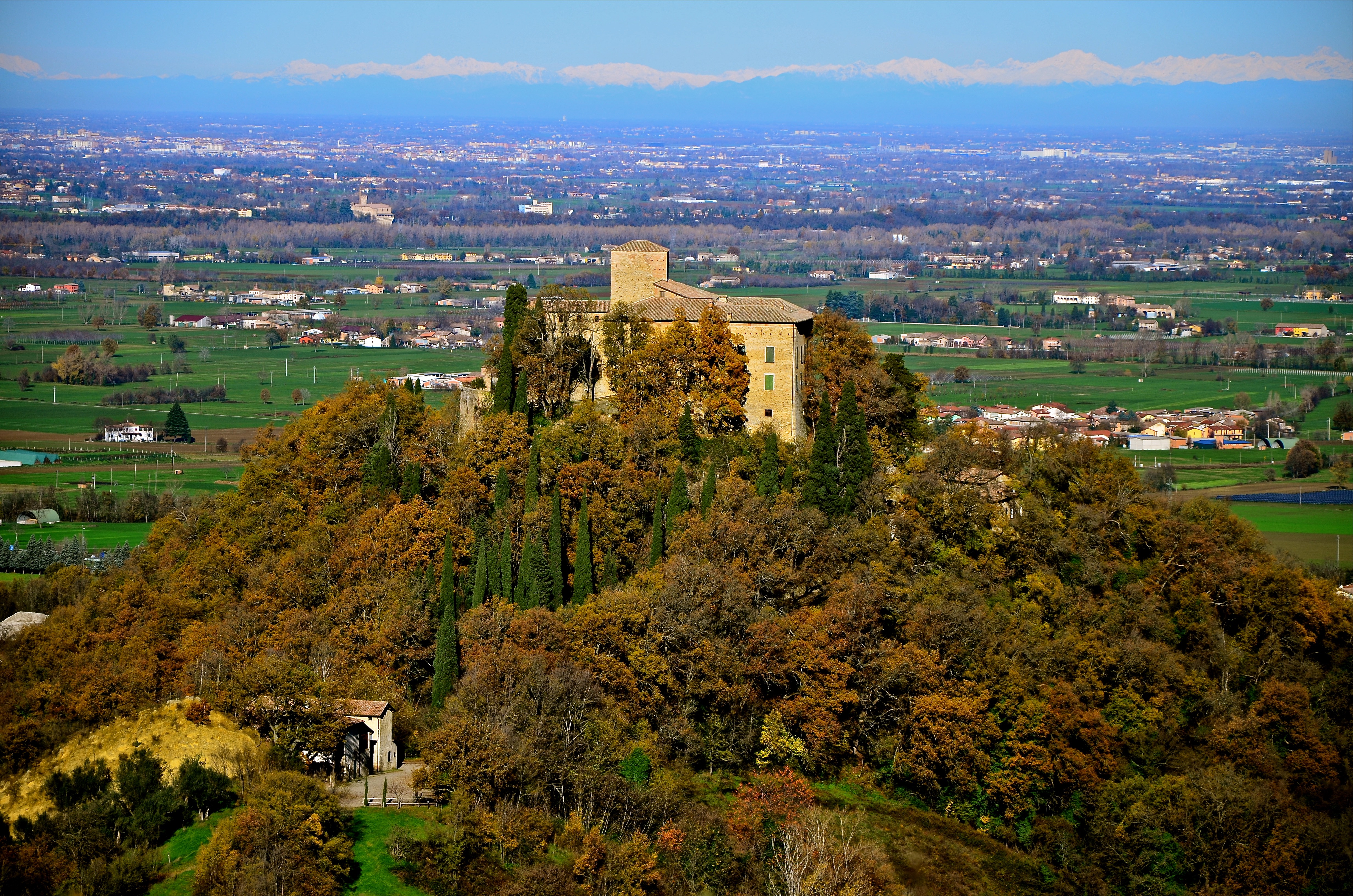
Castello di Bianello.

Il Corteo storico matildico è una manifestazione rievocativa di carattere storico, che si svolge con cadenza annuale, a Quattro Castella, in provincia di Reggio Emilia, dal 1955; è stato interrotto negli anni dal 1972 al 1984.
La manifestazione è attualmente organizzata dal Comune di Quattro Castella, tramite un apposito comitato di volontari noto come "Comitato matildico". Nelle edizioni antecedenti il 1984 era organizzata dalla ProLoco di Quattro Castella.

## La reinfeudazione
La manifestazione si svolge l'ultimo fine settimana di maggio, e rievoca l'episodio della "reinfeudazione" di Matilde di Canossa per mano di Enrico V, avvenuta ai piedi del Castello di Bianello tra il 6 e l'11 maggio dell'anno 1111. Si tratta del rito attraverso il quale a Matilde vennero restituiti i diritti feudali a lei revocati con il Bando di Lucca del luglio del 1080, con l'accusa di "lesa maestà" a lei mossa da Enrico IV di Franconia.
L'imperatore era il figlio di Enrico IV che trent'anni prima ottenne dal papa Gregorio VII, grazie alla mediazione di Matilde, il perdono di Canossa. Donizone di Canossa, biografo di Matilde e cronista dell'epoca, racconta che l'imperatore raggiunse il castello di Bianello di ritorno da Roma e incoronò la granduchessa con il titolo di "Vice regina d'Italia" e vicaria imperiale. Tale episodio fu il passo decisivo verso il concordato di Worms. Fonti storiche riportano che la cerimonia ebbe luogo sul sagrato della chiesa di Sant'Antonino, poco distante da dove attualmente avviene la manifestazione.

## Lo spettacolo
Lo spettacolo consiste nella rievocazione teatrale dell'episodio storico, con la figura di Matilde e quella dell'imperatore Enrico V interpretate comunemente da figure note dello spettacolo, della cultura e dello sport. L'evento presenta tradizionalmente diversi spettacoli medievali:
- Le esibizioni delle contrade di sbandieratori e musici castellesi (Contrada di Monticelli, Contrada della Corte Archiviato il 20 agosto 2013 in Internet Archive., Contrada della Maestà della Battaglia)
- Le sfilate e le esibizioni dei principali gruppi storici castellesi (Contrada di Borgoleto, Gruppo Storico dei Villici, Gruppo Storico Arcieri delle Quattro Castella Archiviato l'11 ottobre 2014 in Internet Archive.)
- La Quintana dell'Anello: Si tratta di un gioco d'abilità per cavalieri. I partecipanti devono riuscire ad infilare con la lancia durante una cavalcata degli anelli, che diventano mano a mano più piccoli.
- Il Gran Passo d'Armi, altrimenti noto come "Gioco del Ponte" o "Lotta del Ponte": Due squadre composte da 7 lottatori si affrontano in duello sopra un ponte di legno. Vince la squadra che riesce a far cadere tutti i componenti della squadra avversaria dal ponte, lasciando almeno uno dei propri membri ancora sopra.

Il Corteo storico matildico trae il suo nome dalla sfilata ("corteo") finale di oltre 1000 comparse in costume d'epoca, lungo le vie di Quattro Castella.

## Le interpreti nel ruolo di Matilde di Canossa
| ANNO | EDIZIONE | INTERPRETE                   |
| ---- | -------- | ---------------------------- |
| 1955 | 1        | Maria Fiore                  |
| 1956 | 2        | Marisa Borroni               |
| 1957 | 3        | Silvana Pampanini            |
| 1958 | 4        | Eleonora Ruffo               |
| 1959 | 5        | Cosetta Greco                |
| 1960 | 6        | Carla Gravina                |
| 1961 | 7        | Liana Orfei                  |
| 1962 | 8        | Valeria Fabrizi              |
| 1963 | 9        | Maria Grazia Spina           |
| 1964 | 10       | Franca Rame                  |
| 1965 | 11       | Agata Flori                  |
| 1966 | 12       | Eleonora Rossi Drago         |
| 1967 | 13       | Gabriella Giorcelli          |
| 1968 | 14       | Emma Danieli                 |
| 1969 | 15       | Loretta Goggi                |
| 1970 | 16       | Giuliana Longari             |
| 1971 | 17       | Gloria Paul                  |
| 1972 | 18       | Lina Musolino                |
| 1984 | 19       | Stefania Sandrelli           |
| 1985 | 20       | Enrica Bonaccorti            |
| 1986 | 21       | Florinda Bolkan              |
| 1987 | 22       | Ursula Andress               |
| 1988 | 23       | Barbara Bouchet              |
| 1989 | 24       | Barbara De Rossi             |
| 1990 | 25       | Eleonora Brigliadori         |
| 1991 | 26       | Federica Moro                |
| 1992 | 27       | Debora Caprioglio            |
| 1993 | 28       | Alba Parietti                |
| 1994 | 29       | Mara Venier                  |
| 1995 | 30       | Dalila Di Lazzaro            |
| 1996 | 31       | Simona Ventura               |
| 1997 | 32       | Sabrina Ferilli              |
| 1998 | 33       | Valeria Marini               |
| 1999 | 34       | Claudia Gerini               |
| 2000 | 35       | Claudia Koll                 |
| 2001 | 36       | Manuela Arcuri               |
| 2002 | 37       | Nancy Brilli                 |
| 2003 | 38       | Serena Autieri               |
| 2004 | 39       | Gabriella Pession            |
| 2005 | 40       | Vanessa Gravina              |
| 2006 | 41       | Valeria Marini               |
| 2007 | 42       | Alena Šeredová               |
| 2008 | 43       | Micaela Ramazzotti           |
| 2009 | 44       | Youma Diakite                |
| 2010 | 45       | Tania Cagnotto               |
| 2011 | 46       | Licia Maglietta              |
| 2012 | 47       | Elena Rossi                  |
| 2013 | 48       | Cecilia Camellini            |
| 2014 | 49       | Channing Banks               |
| 2015 | 50       | Maria Antonietta Centoducati |
| 2016 | 51       | Ivana Monti                  |
| 2017 | 52       | Sabrina Paravicini           |
| 2018 | 53       | Cecilia Di Donato            |
| 2019 | 54       | Eleonora Giovanardi          |
| 2021 | 55       | Elda Alvigini                |
| 2022 | 56       | Lucia Batassa                |
| 2023 | 57       | Rosanna Banfi                |
| 2024 | 58       | Enrica Guidi                 |
| 2025 | 59       | Giulia Repetto               |

## Gli interpreti nel ruolo di Enrico V
| 1955 | 1  | Vitalino Ferrari Cattabianchi |
| 1956 | 2  | Albano Dianese                |
| 1957 | 3  | Paolo Carlini                 |
| 1958 | 4  | Paolo Carlini                 |
| 1959 | 5  | Ennio Girolami                |
| 1960 | 6  | Alberto Farnese               |
| 1961 | 7  | Roberto Villa                 |
| 1962 | 8  | Erno Crisa                    |
| 1963 | 9  | Alberto Lupo                  |
| 1964 | 10 | Corrado Pani                  |
| 1965 | 11 | Maurizio Arena                |
| 1966 | 12 | Warner Bentivegna             |
| 1967 | 13 | Enzo Terson                   |
| 1968 | 14 | Pino Polidori                 |
| 1969 | 15 | Aldo Reggiani                 |
| 1970 | 16 | Franco Quarto                 |
| 1971 | 17 | Peter Van Wood                |
| 1972 | 18 | Andrea Giordana               |
| 1984 | 19 | Michele Placido               |
| 1985 | 20 | Maurizio Merli                |
| 1986 | 21 | Pietro Badaloni               |
| 1987 | 22 | Fabio Testi                   |
| 1988 | 23 | Andrea Giordana               |
| 1989 | 24 | Marco Columbro                |
| 1990 | 25 | Fabio Testi                   |
| 1991 | 26 | Bryan Genese                  |
| 1992 | 27 | Daniel McVicar                |
| 1993 | 28 | Biagio Antonacci              |
| 1994 | 29 | Alberto Castagna              |
| 1995 | 30 | Jeff Trachta                  |
| 1996 | 31 | Daniel Quinn                  |
| 1997 | 32 | Michele Placido               |
| 1998 | 33 | Maurizio Aiello               |
| 1999 | 34 | Gabriel Garko                 |
| 2000 | 35 | Giulio Base                   |
| 2001 | 36 | Paolo Calissano               |
| 2002 | 37 | Edoardo Costa                 |
| 2003 | 38 | Sebastiano Somma              |
| 2004 | 39 | Daniele Pecci                 |
| 2005 | 40 | Ettore Bassi                  |
| 2006 | 41 | Manuel Casella                |
| 2007 | 42 | Luca Calvani                  |
| 2008 | 43 | Walter Nudo                   |
| 2009 | 44 | Massimo Merlin                |
| 2010 | 45 | Giuliano Razzoli              |
| 2011 | 46 | Andrea Griminelli             |
| 2012 | 47 | Beppe Carletti                |
| 2013 | 48 | Stefano Bellotti              |
| 2014 | 49 | Giuseppe Alessi               |
| 2015 | 50 | Matteo Setti                  |
| 2016 | 51 | Marco Maccieri                |
| 2017 | 52 | Andrea Gherpelli              |
| 2018 | 53 | Giusto Cucchiarini            |
| 2019 | 54 | Valerio Di Benedetto          |
| 2021 | 55 | Lorenzo Balducci              |
| 2022 | 56 | Jacopo Olmo Antinori          |
| 2023 | 57 | Tommaso Paolucci              |
| 2024 | 58 | Alessandro Marverti           |
| 2025 | 59 | Valerio Angelucci             |